# Cerco de Montevidéu (1843–1851)
O Cerco de Montevidéu ou Cerco Grande foi uma importante batalha que ocorreu entre 1843 e 1851 na cidade de Montevidéu, durante as chamadas Guerra Grande e Guerra do Prata.

## Início
Durante a chamada Guerra Grande (1839-1851), as forças de Manuel Oribe tinham dominado grande parte do Uruguai, após a vitória na Batalha de Arroyo Grande, Oribe cruzou o Rio Uruguai e em fevereiro de 1843 iniciou o cerco a cidade de Montevidéu, capital do Uruguai, com o objetivo de depor o governo local e se tornar oficialmente o presidente do país. Oribe contou com reforços vindos da Argentina e de milicianos a serviço de Juan Antonio Lavalleja para o apoiar no cerco da cidade. 
Com o cerco em seu auge, Oribe criou o chamado "Gobierno del Cerrito", onde se nomeou presidente do Uruguai e nomeou até mesmo ministros para o seu governo, enquanto o governo da cidade criou o chamado "Gobierno de la Defensa", liderado por Fructuoso Rivera e administrado pelos colorados, o governo de Rivera era um governo de resistência contra o avanço das tropas blancas. 

## A defesa da cidade
Enquanto Oribe cercava Montevidéu, os colorados criaram o chamado "Ejército de la defesa", liderado pelo argentino José María Paz e pelo uruguaio Melchor Pacheco y Obes. Na época do cerco, o italiano Giuseppe Garibaldi estava estabelecido na cidade, o governo local então nomeou Garibaldi chefe da defesa e o italiano ficou responsável pela defesa naval da cidade, onde deveria enfrentar os navios do Almirante Brown, comandando os navios da Confederação Argentina. Os colorados contaram ainda com o apoio da República Rio-Grandense, estado rebelde que pretendia se separar do Império do Brasil. As forças rio-grandenses foram lideradas pelo general Bento Manuel Ribeiro, um general experiente que havia lutado na Guerra da Cisplatina.

## Guerra do Prata
Em 1851, com o início da Guerra do Prata, forças brasileiras lideradas por Luís Alves de Lima e Silva, o futuro Duque de Caxias, marcharam para Montevidéu juntamente com tropas vindas de Entre Ríos e Corrientes com o objetivo de socorrer as tropas coloradas, Oribe, sabendo da vinda de um gigantesco exército anti-rosita, se rendeu para as forças coloradas, chegando assim ao fim, do Cerco de Montevidéu após 8 anos.